# 冈斯顿庄园
冈斯顿庄园（Gunston Hall）是美国弗吉尼亚州梅森内克波多马克河畔的一座庄园，1755年至1759年间建造，包含乔治·梅森的家和一个种植园。乔治·华盛顿的故居弗农山庄距离不远。
其内部成陈设基本由建筑师威廉·巴克兰设计，融合了洛可可、中国风、哥特式建筑风格，这与当时弗吉尼亚崇尚的简明风格大相径庭。虽然当时中国风元素在英国很流行，但冈斯顿庄园却是殖民地美洲唯一的中国风建筑。
1792年，乔治·梅森在此离世 。他死后这座庄园仍作为私人住所沿用多年，1868年被爱德华·丹尼尔斯买下。现在，它归弗吉尼亚州政府所有，对公众开放参观。